# Фіалка собача
Фіа́лка соба́ча (Viola canina), віолетка, ранник, сердечник — рослина родини фіалкові — Violaceae.

## Будова
Багаторічна трав'яниста рослина заввишки до 20 см із прикореневою розеткою листків і коротким кореневищем, від якого відходять одиничні або численні прямостоячі чи трохи підняті стебла. Рослина може бути голою або запушеною короткими волосками. Прикореневі листки на довгих черешках, листкова пластинка яйцеподібна або довгасто-яйцеподібна, з серцеподібною основою. Край листкової пластинки зарубчастий. Квітки завдовжки 1-2,5 см, сині (рідко білі), у зіві білясті, без запаху. Нижня пелюстка коротша за бічні, з тупою білуватою або жовтуватою шпоркою. Після цвітіння утворюється плід — довгасто-яйцеподібна коробочка. Цвіте фіалка наприкінці весни.

## Використання
Фіалку собачу застосовують у народній медицині як проносне, сечогінне і знеболювальне. Водний настій використовують при кашлі, болях у грудях, при застуді та хрипоті голосу, при бронхітах і пухлинах. Порізане листя фіалки собачої прикладають до ран у вигляді припарок. Для цього настоюють три столові ложки сухої або свіжої трави у окропі, а потім загортають цю суміш у марлю і прикладають до хворого місця.